# 长柱山丹
长柱山丹（学名：Duperrea pavettifolia）为茜草科长柱山丹属下的一个种。